# Chamamé
Der Chamamé (auch polka correntina) ist eine Stilrichtung der Volksmusik Argentiniens. Er ist vor allem in der Provinz Corrientes verbreitet.
Musikalisch gesehen handelt es sich beim Chamamé um einen Tanz im 6/8 Takt, der sehr ähnlich der Polka ist.
Der Stil entstand in der Kolonialzeit, als die Jesuiten versuchten, die Guaraní-Indianer zu missionieren. Da viele Jesuiten aus Osteuropa stammten, verbreiteten sich die Tänze und Musikstile dieser Region – vor allem die Polka – auch in den Jesuitenreduktionen Südamerikas. Die einheimische Bevölkerung mischte diese Einflüsse mit ihrer eigenen Musik, der Chamamé kann als Resultat dieses Prozesses angesehen werden.
Ein bekannter Musiker des Chamamé ist der Akkordeonist Raúl Barboza und Alejandro Brittes.
2020 wurde der Chamamé-Tanz in die UNESCO-Liste des immateriellen Kulturerbes der Menschheit eingetragen.
Im Jahr 2023 wurde Chamamé zum ersten Mal in der Library of Congress vom Akkordeonisten Alejandro Brittes aufgeführt.